# 延平区 (台北市)
延平区（えんへい-く）は中華民国（台湾）台北市にかつて存在した区。
1922年（大正11年）の町名改正で設置された大橋町、永楽町、太平町、日新町、泉町、港町が前身となる。1946年（民国35年）に上記町名地区に延平区が設置された。1990年（民国79年）に建成区と統合され大同区に再編された。